# Lobe den Herrn, meine Seele (BWV 143)
Pour les articles homonymes, voir Lobe den Herrn, meine Seele.
Lobe den Herrn, meine Seele (Loue le Seigneur, ô mon âme) (BWV 143), est une cantate religieuse de Jean-Sébastien Bach.

## Histoire et livret
Bach compose cette cantate probablement à Mühlhausen ou Weimar dans la période 1708–1714 pour le Jour de l'an(circoncision du Christ) mais Alberto Basso soutient qu'elle date de 1734-1735, tout comme Philipp Sitta. Elle porte le même titre que la cantate BWV 69a, pour le douzième dimanche après la Trinité, composée en 1723 et la cantate BWV 69, une de ses ultimes compositions, datant de 1748 et destinée à célébrer l'élection d'un conseil municipal.
Pour cette destination liturgique, cinq autres cantates ont franchi le seuil de la postérité : les BWV 16, 41, 171, 190 et 248/4 (quatrième cantate de l'Oratorio de Noël). 
Le texte provient du psaume 146: 1 pour le premier mouvement, psaume 146: 5 pour le troisième mouvement, psaume 146: 10 pour le cinquième mouvement, de Jakob Ebert pour les 2e et 5e mouvements et d'auteurs inconnus pour les trois autres mouvements.
Le thème du choral est basé sur le psaume « Du Friedefürst, Herr Jesu Christ » d'un compositeur inconnu. On a longtemps cru que Ludwig Helmbold avait composé la mélodie qui se trouve dans une collection de Bartholomäus Gesius (Gese) (1601) et vaguement basée sur « Innsbruck, ich muß dich lassen » des Geistliche deutsche Lieder à Francfort-sur-l'Oder en 1601. Cette dernière mélodie a été composée par Heinrich Isaac.
La provenance de cette cantate est contestée : certains suggèrent qu'elle peut ne pas être une œuvre de Bach en raison de sa nature « sans prétention » et l'absence de musique originale qui fasse autorité, ou qu'il s'agit peut-être d'une transposition d'une œuvre antérieure. Alternativement, une partie de la cantate peut avoir été écrite par Bach, tandis que d'autres (probablement les chœurs et l'aria de basse) ont été ajoutées ou modifiées par d'autres compositeurs.

## Structure et instrumentation
La cantate est écrite pour trois cors de chasse, timbales, basson, deux violons, alto et basse continue avec trois solistes (soprano, ténor, basse) et chœur à quatre voix. C'est la seule cantate de Bach à combiner trois cors de chasse avec timbales.
Il y a sept mouvements :
| No | Mouvement | Texte                                                              | Voix | Instruments                 |
| -- | --------- | ------------------------------------------------------------------ | ---- | --------------------------- |
| 1  | Choeur    | Lobe den Herrn, meine Seele                                        | SATB | 3 Cdc, Ti, Fg, 2 Vn, Va, Bc |
| 2  | Choral    | Du Friedefürst, Herr Jesu Christ                                   | S    | Vn, Bc                      |
| 3  | Récitatif | Wohl dem, des Hülfe der Gott Jakobs ist                            | T    | Bc                          |
| 4  | Aria      | Tausendfaches Unglück, Schrecken, Trübsal, Angst und schneller Tod | T    | Fg, 2 Vn, Va, Bc            |
| 5  | Aria      | Der Herr ist König ewiglich                                        | B    | 3 Cdc, Ti, Fg, Bc           |
| 6  | Aria      | Jesu, Retter deiner Herde, bleibe ferner unser Hort                | T    | Fg, 2 Vn, Va, Bc            |
| 7  | Choral    | Halleluja Gedenk, Herr Jesu, an dein Amt                           | SATB | 3 Cdc, Ti, Fg, 2 Vn, Va, Bc |

## Musique
Le chœur d'ouverture est assez court et emploie des figures d'imitation de fanfare sans beaucoup de développement harmonique. Il utilise un thème en ritournelle sur les accords de tonique et de dominante, comprenant une séquence de tierce descendante. Son texte reprend le psaume 146.
Le choral de soprano est accompagné par un violon obbligato. Bien que la ligne vocale est principalement non décorée, elle est accompagnée par un contrepoint rythmique de violon actif selon le cycle des quintes. La ligne obbligato atteint une double cadence avant l'entrée de la voix.
Le récitatif du ténor est assez court et considéré comme banal.
Le quatrième mouvement est une aria de ténor en vers libre. La ligne vocale est « alambiquée et angulaire », reflétant les thèmes du malheur, de la peur et de la mort. Le musicologue Julian Mincham suggère que ces thèmes suggèrent que Salomon Franck en est peut-être le poète, car que ceux-ci sont des images récurrentes dans ses textes, mais note aussi un manque d'intégration atypique de l'œuvre de Franck.
L'aria de basse utilise un motif triadique similaire à celui de Gott ist mein König,  BWV 71. Il est court et dispose d'une gamme limitée de développement tonal ou de variation chromatique.
Le sixième mouvement est une autre aria de ténor caractérisées par la figuration d'échelle en strates dans l'accompagnement instrumental. Le basson et continuo jouent comme un duo contre la mélodie du choral dans les cordes.
Le chœur de clôture emploie la troisième strophe du choral comme cantus firmus dans la partie soprano. Les voix graves chantent alléluia et sont plus variées dans leur écriture.

## Enregistrements
- Frankfurter Kantorei / Bach-Collegium Stuttgart, dir. Helmuth Rilling. Die Bach Kantate vol. 19 (1975, Hänssler classic) (OCLC 32439934)
- Thomanerchor / Neues Bachisches Collegium Musicum, dir. Max Pommer. Kantaten Mit Corno da Caccia (1984, Capriccio) (OCLC 313017860)
- Bach Collegium Japan, dir. Masaaki Suzuki vol. 5 (juillet 1996, BIS CD-841) (OCLC 613670966)
- Monteverdi Choir / The English Baroque Soloists, dir. John Eliot Gardiner. Bach Cantatas vol. 17 (1-2 janvier 2000, Soli deo Gloria SDG 150) (OCLC 811617145)
- Amsterdam Baroque Orchestra, dir. Ton Koopman. L'intégrale des cantates (2000, 3CD Antoine Marchand/Challenge Classics CC72221) (OCLC 71316270)